# Saturday (The Enemy)
Saturday — пісня британського рок-гурту The Enemy з їх третього альбому Streets in the Sky. Є одинадцятим синглом гурту (другим з альбому (Streets in the Sky). Сингл вийшов у травні 2012 року. Навесні було знято дві версії відео до пісні (одна з них — акустична). Пісня також увійшла до гри Fifa 2013, як саундтрек.
|  | Saturday, saturday make it all OK! |

 — слова з приспіву пісні, у якій співається про переваги «Суботи», як вихідного дня.